# 유쿠하시시
유쿠하시시(일본어: 行橋市)는 일본 후쿠오카현 동부에 있는 시이다.

## 인구
| 연도                            | 인구   | ±%     |
| ------------------------------- | ------ | ------ |
| 1950                            | 43,507 | —      |
| 1955                            | 46,426 | +6.7%  |
| 1960                            | 47,188 | +1.6%  |
| 1965                            | 47,495 | +0.7%  |
| 1970                            | 47,843 | +0.7%  |
| 1975                            | 53,750 | +12.3% |
| 1980                            | 61,838 | +15.0% |
| 1985                            | 65,527 | +6.0%  |
| 1990                            | 65,711 | +0.3%  |
| 1995                            | 67,833 | +3.2%  |
| 2000                            | 69,737 | +2.8%  |
| 2005                            | 70,070 | +0.5%  |
| 2010                            | 70,465 | +0.6%  |
| 2015                            | 70,586 | +0.2%  |
| 2020                            | 71,426 | +1.2%  |
| Yukuhashi population statistics |        |        |

## 지리
후쿠오카현 동부에 위치하고 기타큐슈시에서 남동쪽으로 25km, 후쿠오카시에서 동쪽으로 70km, 오이타현 나카쓰시에서 북서쪽으로 25km 떨어진 게이치쿠 지역(후쿠오카현 동부 지역)의 중심 도시이다. 예전에는 부젠국, 미야코군에 속했다.
유쿠하시역 앞을 중심으로 시가지가 형성되어 있고 이 동쪽에는 주택이나 유쿠하시 역전로의 길가에 상점 등이 집중하고 있다. 최근에는 기타큐슈시의 베드타운화가 진행되어 역 서쪽에는 대형 쇼핑센터와 맨션 등이 많이 건설되고 있다. 베드타운화로 인해 시 승격 당시(1955년)의 인구는 4만 명 정도였지만 2000년 국세조사에서는 7만 명을 돌파했고 현재도 인구는 증가 경향에 있다. 이외에 신덴바루역 주변에도 시가지가 형성되어 있으며 이나도 지구에는 공업단지가 정비되어 있다. 시 남서부는 주택은 적고 거의 논지대이며 이 지역에서는 농업이 활발하다. 시가지 서쪽에 히가시큐슈 자동차도 유쿠하시 IC가 있고 국도 201호선과 접속한다. 2006년 3월 16일에 기타큐슈 공항(기타큐슈시 간다정)이 개항해 향후 한층 더 발전이 기대된다.

### 생활·경제권
기타큐슈시 중심부에서 약 25km로 비교적 가깝고 예로부터 경제 면, 문화 면 등에서 기타큐슈시와의 관계가 강하고 기타큐슈시로의 통근 및 통학권이다. 기타큐슈 도시권의 10% 통근권에 속하고 특히 고쿠라키타구와 고쿠라미나미구, 간다정으로의 통근 통학 인구가 많다. 또 시내 중심부에는 공립 고등학교가 2개 있기 때문에 게이치쿠 지역 전역에서도 많은 고교생이 통학하고 있다.

### 지형
시 동쪽으로 바다(스오나다)가 있고 여기로 시내를 동서로 가로지르는 3개의 강인 이마가와강, 나가오강, 하라이강이 흘러든다. 또 대부분이 평야(미야코 평야)로 산지는 적고 산지는 남서부의 미야코정과 인접하는 지역과 북동부의 기타큐슈시와 인접하는 일부 지역에 존재하는 정도이다. 카르스트 대지로 유명한 히라오다이의 산기슭에 위치한다.
시내 중심부를 흐르는 이마가와강을 따라 산책길이 정비되어 있고 봄에는 강가에서 벚꽃이 만개하며 8월에는 여름 축제 "고스못페"가 열린다.

### 기후
기후는 세토 내해식 기후로 온난하지만 겨울철은 동해측 기후의 영향도 있기 때문에 겐카이나다 연안만큼은 아니지만 흐린 날이 많고 비·눈이 내리는 날도 있다. 한겨울에 몇 차례 정도의 적설에 휩쓸리기도 하지만 강수량은 규슈 지방 안에서도 적은 지역이기 때문에 연중 날씨가 맑은 날이 많다.
| 유쿠하시시의 기후                                            | 유쿠하시시의 기후 | 유쿠하시시의 기후 | 유쿠하시시의 기후 | 유쿠하시시의 기후 | 유쿠하시시의 기후 | 유쿠하시시의 기후 | 유쿠하시시의 기후 | 유쿠하시시의 기후 | 유쿠하시시의 기후 | 유쿠하시시의 기후 | 유쿠하시시의 기후 | 유쿠하시시의 기후 | 유쿠하시시의 기후 |
| 월                                                           | 1월               | 2월               | 3월               | 4월               | 5월               | 6월               | 7월               | 8월               | 9월               | 10월              | 11월              | 12월              | 연간              |
| ------------------------------------------------------------ | ----------------- | ----------------- | ----------------- | ----------------- | ----------------- | ----------------- | ----------------- | ----------------- | ----------------- | ----------------- | ----------------- | ----------------- | ----------------- |
| 역대 최고 기온 °C (°F)                                       | 20.1 (68.2)       | 22.6 (72.7)       | 26.5 (79.7)       | 29.8 (85.6)       | 32.2 (90.0)       | 35.3 (95.5)       | 37.6 (99.7)       | 38.5 (101.3)      | 35.8 (96.4)       | 30.2 (86.4)       | 26.8 (80.2)       | 25.5 (77.9)       | 38.5 (101.3)      |
| 일평균 최고 기온 °C (°F)                                     | 9.6 (49.3)        | 10.5 (50.9)       | 14.0 (57.2)       | 19.1 (66.4)       | 23.8 (74.8)       | 26.5 (79.7)       | 30.4 (86.7)       | 31.6 (88.9)       | 28.0 (82.4)       | 23.0 (73.4)       | 17.4 (63.3)       | 12.0 (53.6)       | 20.5 (68.9)       |
| 일일 평균 기온 °C (°F)                                       | 5.3 (41.5)        | 5.9 (42.6)        | 9.2 (48.6)        | 13.9 (57.0)       | 18.8 (65.8)       | 22.4 (72.3)       | 26.4 (79.5)       | 27.3 (81.1)       | 23.6 (74.5)       | 18.1 (64.6)       | 12.4 (54.3)       | 7.4 (45.3)        | 15.9 (60.6)       |
| 일평균 최저 기온 °C (°F)                                     | 1.3 (34.3)        | 1.5 (34.7)        | 4.4 (39.9)        | 8.9 (48.0)        | 14.0 (57.2)       | 18.9 (66.0)       | 23.1 (73.6)       | 23.8 (74.8)       | 19.8 (67.6)       | 13.6 (56.5)       | 7.7 (45.9)        | 3.0 (37.4)        | 11.7 (53.0)       |
| 역대 최저 기온 °C (°F)                                       | −6.1 (21.0)       | −8.1 (17.4)       | −5.0 (23.0)       | −1.8 (28.8)       | 2.6 (36.7)        | 7.5 (45.5)        | 14.7 (58.5)       | 16.7 (62.1)       | 7.3 (45.1)        | 1.9 (35.4)        | −1.3 (29.7)       | −3.8 (25.2)       | −8.1 (17.4)       |
| 평균 강수량 mm (인치)                                        | 74.0 (2.91)       | 79.2 (3.12)       | 118.8 (4.68)      | 141.3 (5.56)      | 160.1 (6.30)      | 309.0 (12.17)     | 343.5 (13.52)     | 159.6 (6.28)      | 165.9 (6.53)      | 94.6 (3.72)       | 82.3 (3.24)       | 65.0 (2.56)       | 1,793.1 (70.59)   |
| 평균 강수일수 (≥ 1.0 mm)                                     | 9.8               | 9.4               | 10.9              | 10.1              | 9.0               | 12.5              | 12.3              | 9.5               | 9.7               | 6.4               | 8.3               | 9.1               | 117               |
| 평균 월간 일조시간                                           | 119.6             | 130.7             | 166.2             | 190.9             | 207.3             | 143.1             | 178.6             | 208.0             | 161.4             | 175.6             | 144.2             | 124.5             | 1,950.2           |
| 출처: 일본 기상청 (평년값: 1991년~2020년, 극값: 1977년~현재) |                   |                   |                   |                   |                   |                   |                   |                   |                   |                   |                   |                   |                   |

### 인접하는 자치체
- 기타큐슈시(고쿠라미나미구)
- 미야코군 간다정, 미야코정
- 지쿠조군 지쿠조정

## 역사
7세기경 아시아 대륙으로부터의 공격을 막기 위해서 미야코정의 경계에 약 3km에 걸쳐 성벽이 설치되었다고 여겨진다. 고쿠라와 부젠 사이에 위치하는 유쿠하시는 에도 시대에는 나카쓰 가도의 슈쿠바(역참 마을)로 발전했다. 메이지 시대 이후에는 게이치쿠 지역의 중심 도시로 발전하였다.
- 1889년 4월 1일 - 정촌제 시행으로 미야코군 교지촌·오하시촌·미야이치촌 등 3개 촌이 합병해 유쿠하시정이 성립하였다.
- 1954년 10월 10일 - 미야코군 유쿠하시정·미노시마촌·이마모토촌·나카쓰촌·이즈미촌·쓰바키이치촌·이마가와촌·히에다촌·노부나가촌 등 1정 8촌이 대등 합병해 시로 승격하면서 유쿠하시시가 되었다.

## 경제
시 남부의 신덴바루역 주변은 현내 유수의 배, 복숭아, 무화과 등 과일 생산이 번성하고 신덴바루 지역의 국도 10호선 주변에는 과일 직매소도 점재한다. 신덴바루에는 롬 후쿠오카 본사 공장이 있고 이나도 지구에는 공업단지가 정비되어 있다.

## 교통

### 철도
- 규슈 여객철도 닛포 본선
- 헤이세이 지쿠호 철도 다가와선

### 도로
- 국도 10호선
- 국도 201호선
- 국도 496호선